# Anapithecus hernyaki
L'anapiteco (Anapithecus hernyaki) è un primate estinto, appartenente ai catarrini. Visse nel Miocene superiore (circa 10 milioni di anni fa) e i suoi resti fossili sono stati ritrovati in Ungheria e in Austria.

## Descrizione
Questo animale doveva essere di taglia e aspetto simile a quello di un attuale gibbone, e doveva pesare circa 15 chilogrammi (Deane et al., 2013). Come altri animali simili (ad esempio Pliopithecus), anche Anapithecus possedeva un muso relativamente corto, orbite larghe con contorni pronunciati, zigomi bassi e un cranio di forma globulare. Anche se relativamente simile a un gibbone, Anapithecus aveva una mandibola molto più profonda e robusta. Anapithecus era dotato di una serie di caratteristiche dentarie uniche, le più interessanti delle quali era il particolare sistema di creste del primo molare inferiore. Queste creste formavano una sorta di Y tra le cuspidi dei denti, ma non vanno confuse con il pattern Y-5 presente sui molari inferiori delle scimmie antropomorfe. Lo scheletro postcranico di Anapithecus è poco conosciuto, ma si suppone che fosse un primate arboricolo che viveva appeso alle parti più basse degli alberi, in modo simile alle scimmie antropomorfe. Questo stile di vita è in contrasto con quello di animali simili più piccoli (Pliopithecus, Epipliopithecus) che probabilmente passavano più tempo tra i rami alti, come le scimmie attuali.

## Classificazione
Anapithecus hernyaki venne descritto per la prima volta da Miklos Kretzoi nel 1975, sulla base di resti fossili ritrovati nella zona di Rudabánya, in Ungheria. Altri fossili attribuiti a questa specie sono stati ritrovati in Austria.
Anapithecus appartiene ai pliopitecoidi (Pliopithecoidea), un gruppo di primati estinti che abitarono le foreste dell'Eurasia durante il Miocene (circa 19 - 7 milioni di anni fa). I pliopitecoidi erano primati catarrini, che condividevano un antenato comune e molte caratteristiche fisiche sia con le scimmie del Vecchio Mondo che con le scimmie antropomorfe. I pliopitecoidi sono considerati un rao laterale arcaico dell'albero evolutivo dei catarrini, che si originò più di 20 milioni di anni fa, prima della separazione tra scimmie del Vecchio Mondo e scimmie antropomorfe. Tra i pliopitecoidi, Anapithecus è classificato nella sottofamiglia (o famiglia) Crouzellinae, comprendente forme dai molari con creste particolarmente alte e bacini occlusali profondi. Le creste alte suggeriscono che questi animali si nutrissero di foglie (Ginsburg e Mein, 1980).

## Paleobiologia
Durante il Miocene superiore il sito di Rudabánya, in cui sono stati ritrovati i principali fossili di Anapithecus, era costituito da una foresta paludosa subtropicale, molto umida. Oltre ai fossili di Anapithecus sono stati ritrovati numerosi resti di scoiattoli volanti, scoiattoli, criceti, mustelidi, rettili, mastodonti, rinoceronti, il cosiddetto "cane-orso" Amphicyon, e il cavallo a tre dita Hippotherium (Kordos e Begun, 2002). Anapithecus condivideva l'habitat anche con una scimmia antropomorfa estinta, Rudapithecus. Anche se i molari dalle alte creste di Anapithecus suggeriscono che si nutrisse di foglie, analisi rigorose hanno determinato che sia Anapithecus che Rudapithecus fossero primariamente frugivori. Anapithecus probabilmente integrava la sua dieta con foglie, mentre Rudapithecus doveva consumare anche frutti più duri durante i periodi di scarsità alimentare (Deane et al., 2013).
L'analisi della microstruttura dello smalto dentario di Anapithecus mostra che lo sviluppo dei suoi denti era simile a quello delle scimmie del Vecchio Mondo, in particolare dei macachi. Il primo molare spuntava poco dopo il primo mese, mentre il secondo e il terzo molare spuntavano a 2,2 e 3,2 anni d'età. Questa tempistica è più veloce che in qualsiasi primate catarrino vivente di taglia simile (Nargolwalla et al., 2005).